# Thomas Oelsner
Thomas Oelsner (* 19. Juni 1970) ist ein deutscher Behindertensportler und einer der erfolgreichsten Biathleten und Skilangläufer bei Winter-Paralympics. Er startet in der Behindertenklasse LW 6. Sein Verein ist der WSV Oberhof 05.

## Werdegang
Oelsner galt als aussichtsreiche Nachwuchshoffnung des deutschen Skisports und war Sportsoldat in der Sportfördergruppe für Langlauf. Seit einem Motorradunfall im Jahr 1991 ist sein linker Arm gelähmt. Erst nach etwa einem Jahr nahm er das Skilauftraining wieder auf. 1993 wurde er durch eine zufällige Begegnung mit dem damaligen Begleitläufer Ulrich Zipfel in Oberhof an den damaligen Bundestrainer der Behinderten-Nationalmannschaft Rolf Hettich vermittelt, der ihn kurzfristig für die anstehende Europameisterschaft nachnominierte. Dort gewann Oelsner prompt zwei Goldmedaillen.
Bei den Winter-Paralympics 1994 ging Oelsner erstmals bei Paralympischen Spielen an den Start und gewann drei Gold- und zwei Silbermedaillen. Bei den Winter-Paralympics 1998 folgten zweimal Gold und zweimal Silber. Darüber hinaus gewann er mehrere Weltmeistertitel 1996 in Sunne (Schweden) und 2000 in Sion (Schweiz).
Bei den Winter-Paralympics 2002 kam es zu einem Skandal, als bei Oelsner, nachdem er sowohl im Langlauf als auch im Biathlon Gold gewonnen hatte, das anabole Steroid Methenolon nachgewiesen wurde. Kurios hierbei, die Dopingprobe war an einem Tag (Langlauf) positiv und am darauf folgendem Tag (Biathlon) negativ. Es war dies der erste Dopingfall in der 26-jährigen Geschichte der Winter-Paralympics. Oelsner musste seine beiden Goldmedaillen abgeben, wurde von den Spielen ausgeschlossen und mit einer zweijährigen Sperre des IPC belegt. Das Sportgericht des Deutschen Behindertensportverbands entschied im Oktober 2002, seine Sperre auf nationaler Ebene zu verkürzen, so dass er bis zum Ablauf seiner internationalen Sperre am 8. März 2004 weiter an innerdeutschen Wettbewerben teilnehmen durfte. Begründet wurde dies unter anderem damit, dass es weder vor noch nach den Spielen in Salt Lake City Auffälligkeiten in seinen Urinwerten gegeben habe und eine Einnahme so kurz vor einem Rennen wenig plausibel gewesen sei. Vor dem Sportgericht wurde die Begründung der medizinischen Plausibilität nachgewiesen.
Nach dem Ablauf seiner IPC-Sperre gewann er bei der Weltmeisterschaft in Fort Kent (USA) wieder einen Weltmeistertitel im Biathlon und eine Silbermedaille im Langlauf. Im Folgejahr trat er in Turin bei den Winter-Paralympics 2006 an, wo es jedoch nur zu einer Bronzemedaille im Langlauf reichte. Auch bei den Winter-Paralympics 2010 ging Oelsner, nunmehr 39-jährig, wiederum an den Start, blieb dort jedoch ohne Medaillenchance. Für Aufsehen sorgte Oelsner, als beim Biathlonwettbewerb das Visier seines Gewehres angeblich mit Schokolade verschmiert war, woraufhin er Manipulationsvorwürfe erhob. Unmittelbar nach den Spielen erklärte er das Ende seiner paralympischen Karriere.
Für seine sportlichen Leistungen wurde er mit dem Silbernen Lorbeerblatt ausgezeichnet.